# استرادیان

نمایش تصویری ۱ استرادیان

استرادیان (به انگلیسی: Steradian) (با نماد Sr)، واحد زاویهٔ فضایی در سیستم استاندارد بین‌المللی واحدها است. 
استرادیان برای توصیف گسترهٔ زاویه در فضای سه‌بُعدی به کار می‌رود، همان گونه که رادیان برای توصیف زاویه در دو بُعد (صفحه) به کار می‌رود.

## تعریف
در دو بعد، زاویه برحسب رادیان، با طول کمان مقابلش در دایره چنین رابطه‌ای دارد:
{\displaystyle \theta ={\frac {L}{r}}}
که در آن {\displaystyle L} طول کمان و {\displaystyle r} شعاع دایره است.
برای مثال در یک دایره کامل با شعاع 1، θ برابر 2Π رادیان است.
حال در سه بعد، زاویهٔ فضایی با مساحت سطح مقابلش در کره چنین رابطه‌ای دارد:
{\displaystyle \Omega ={\frac {S}{r^{2}}}}
که در آن {\displaystyle S} مساحت سطح و {\displaystyle r} شعاع کره است. یک کره با شعاع 1، {\displaystyle 4\pi }استرادیان است.